# 휴톰
휴톰(Hutom Co. Ltd.)은 대한민국의 로봇수술 플랫폼 벤처기업이다. 형우진 연세암병원 위암센터장이 지난 2017년 5월 설립하였다 2022년 170억원 규모 시리즈 B 투자에서 IMM인베스트먼트, KB인베스트먼트, 삼성벤처투자, 한국투자파트너스 등이 투자에 참여했고, 유진투자증권을 상장 주관사로 기술특례방식으로 코스닥 상장을 추진중이다.

## 상훈
‘코리아 AI 스타트업 100 콜로키움’에서 헬스케어 부문을 수상했다

## 참고문헌
1. ↑  남두현, 의사 창업 벤처 휴톰, 가상현실 수술 기술 특허 등록, PRESS9, 2023.04.07
2. ↑  배동주, 존슨앤드존슨 회장도 호평… 국내 첫 수술용 AI 플랫폼 ‘휴톰’, 상장 추진, 2023.12.07
3. ↑  휴톰 대해부 1세계1위 위암 로봇수술 의사 뜨자 글로벌기업들 러브콜, 2022. 5. 20, 팜이데일리
4. ↑  강석오, 휴톰, ‘코리아 AI 스타트업 100’서 헬스케어 부문 수상, 데이터넷, 2022.10.28